# Biblioteca del Poder Legislativo de Uruguay
La Biblioteca del Poder Legislativo del Uruguay es una biblioteca especializada cuyo principal objetivo es asistir en el cumplimiento de sus funciones a los legisladores uruguayos, mediante recursos de información y servicios accesibles, pertinentes y de calidad. A la vez, ejerce su rol de mediadora entre el Parlamento y la sociedad, mediante la generación de instancias de difusión, diálogo y reflexión; además de gestionar, conservar, difundir y garantizar el acceso al patrimonio documental y recursos de información digitales. A través de propuestas educativas y culturales contribuye con la promoción de la cohesión social, la construcción de ciudadanía y el desarrollo cultural de la sociedad.
Es considerada la segunda biblioteca en importancia del país luego de la Biblioteca Nacional de Uruguay, debido principalmente a la magnitud de su colección, y a su doble condición de biblioteca parlamentaria y pública. Además de estar abierta para los integrantes del parlamento, la biblioteca ofrece servicios de préstamo y consulta a otras autoridades nacionales, así como a funcionarios del Poder Legislativo y al público en general.

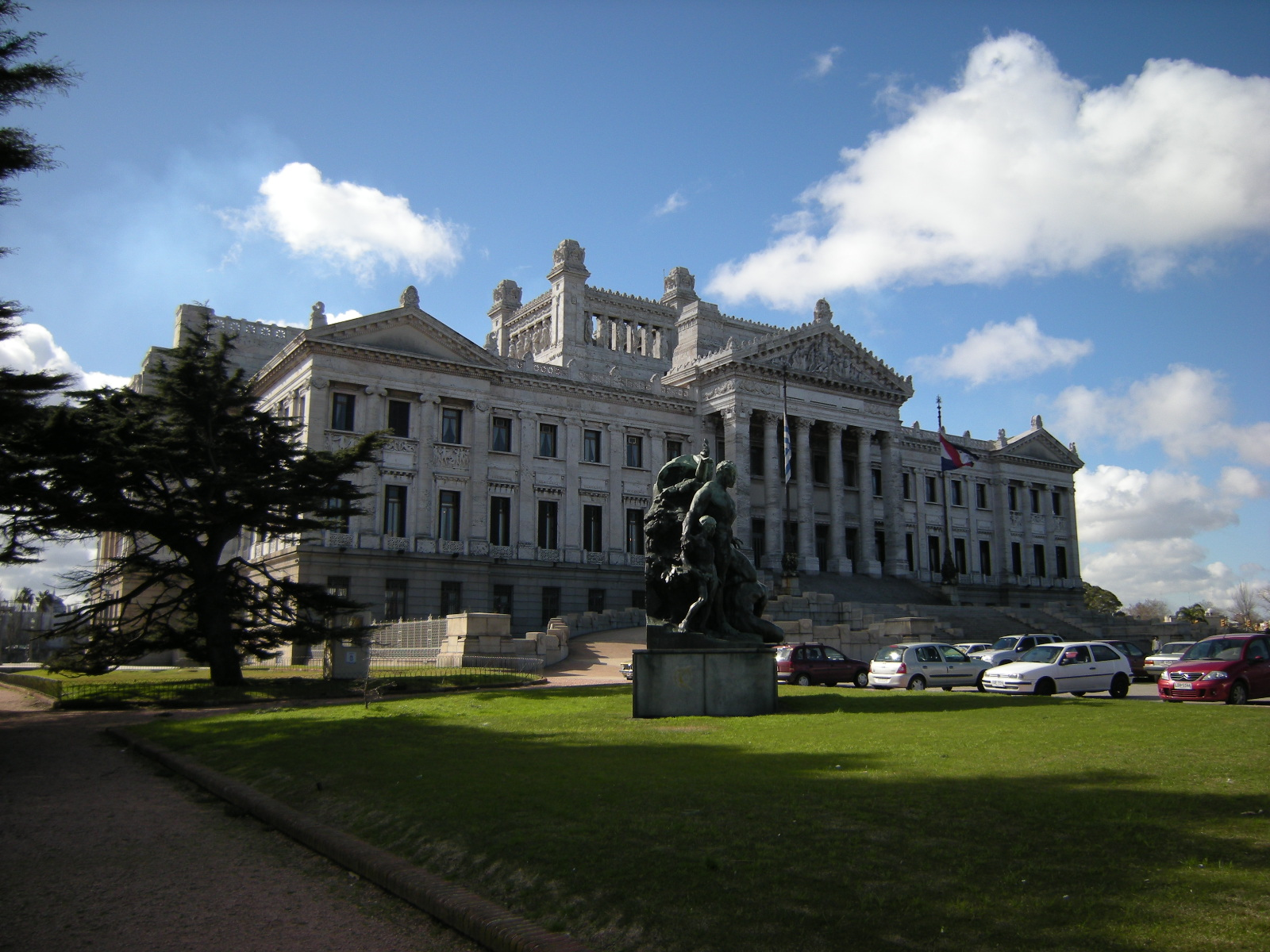
Palacio Legislativo

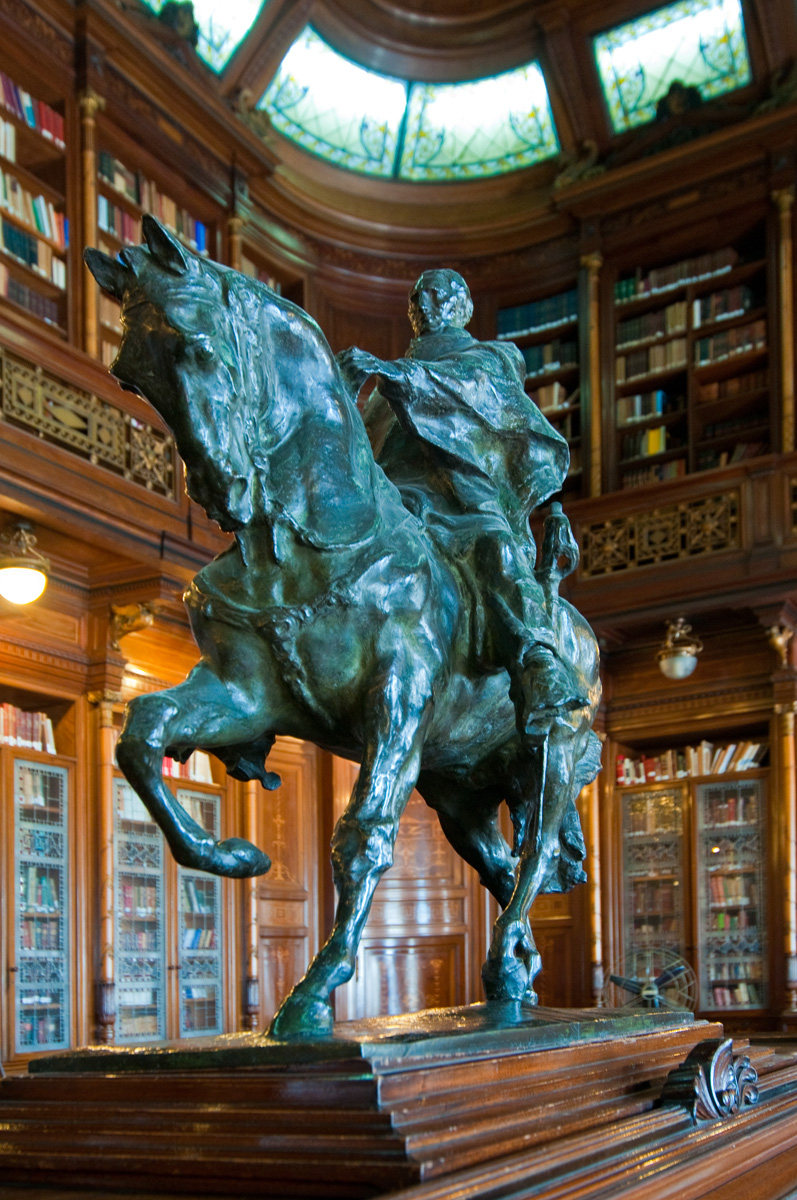
Ejemplar del Monumento al General José Gervasio Artigas de la Plaza Independencia.

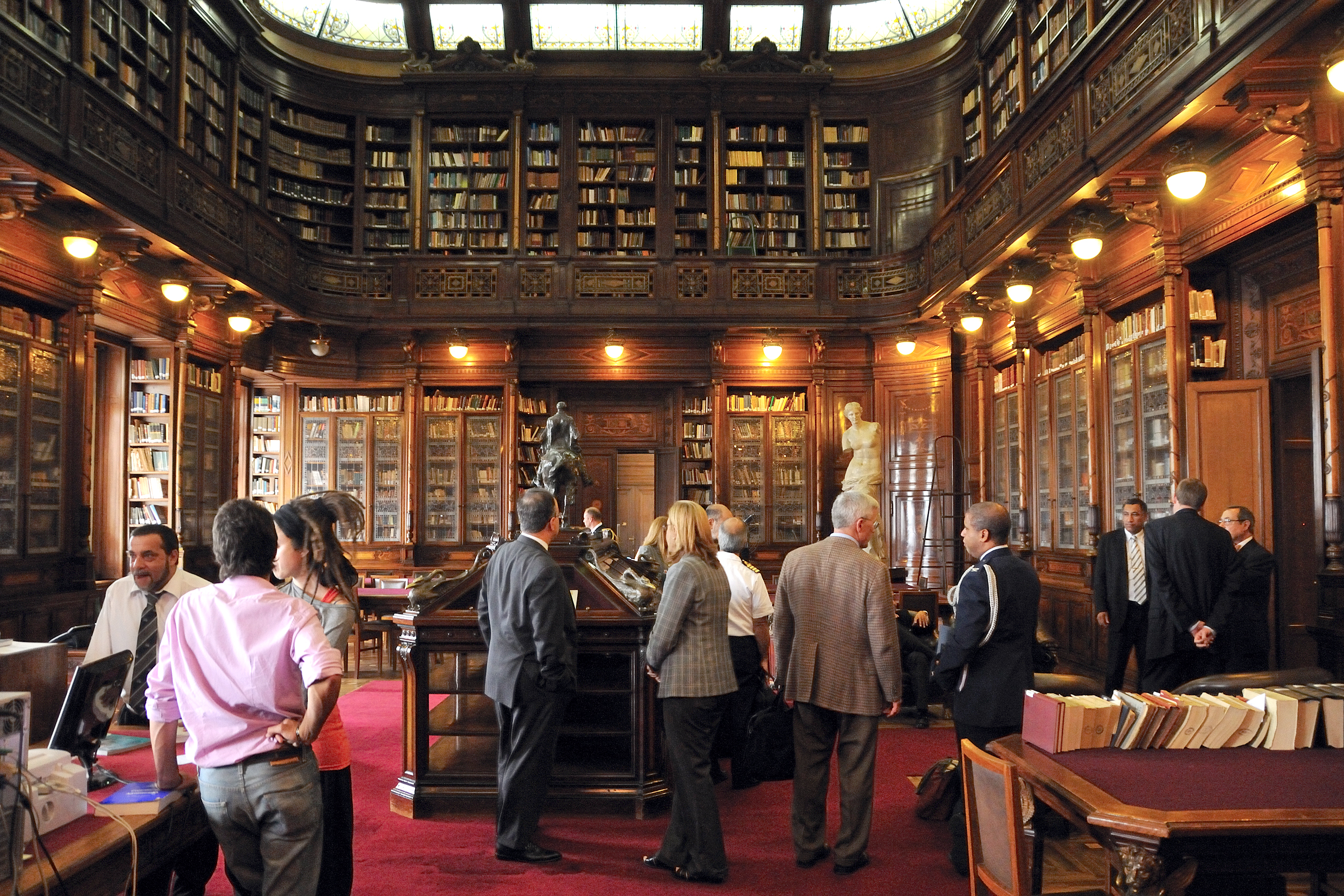
Vista del salón central de la Biblioteca del Poder Legislativo

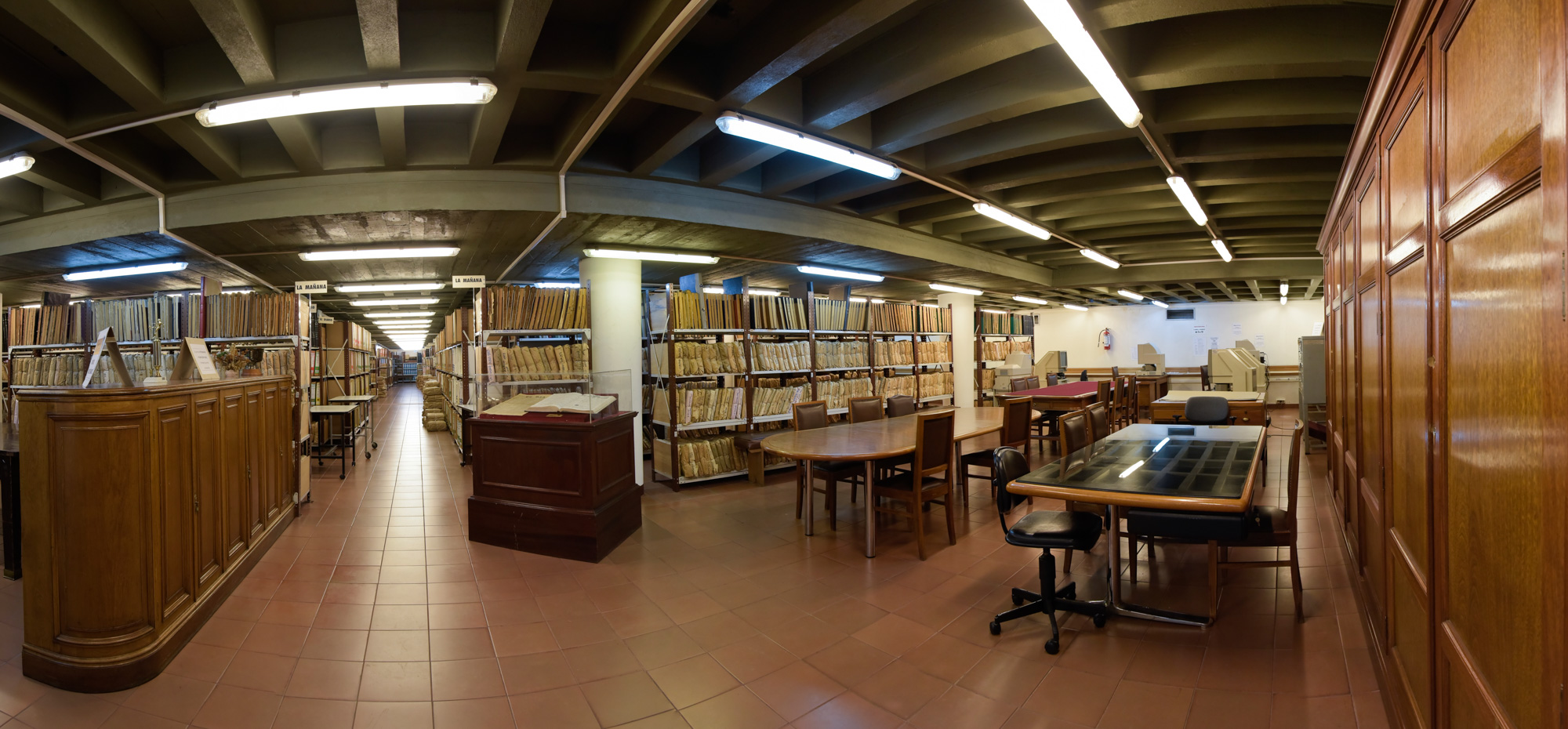
Sala de consultas de la Hemeroteca de la Biblioteca del Poder Legislativo

## Historia

### 1883-1923: Biblioteca de la Cámara de Representantes y Biblioteca de la Cámara de Senadores
Ambas Bibliotecas, independientes, estaban vinculadas directamente a las respectivas Secretarías de cada cámara, que funcionaban a fines del siglo XIX en casas alquiladas por el Parlamento nacional, muy cerca del Cabildo de Montevideo, ubicadas una de ellas en la calle Bartolomé Mitre y la otra en Juan Carlos Gómez.
En el mes de julio de 1883 el presidente de la Cámara de representantes, José C. Bustamante, hace referencia a la aspiración de algunos representantes de proponer la creación de una Biblioteca que colaborara a la tarea legislativa a la que se enfrentaban los integrantes de la Cámara de Representantes, tarea a la que muchas veces enfrentaban sin poseer –según sus propios reclamos- de la información suficiente. Para eso, dispuso mantener y votar la partida del año anterior para la adquisición del carruaje de la Presidencia de la Cámara a cambio de los recursos necesarios para la creación de la biblioteca.
En el año 1885 se creó el cargo de Bibliotecario y se le adjudicó una partida específica de seiscientos noventa pesos de la época por concepto de sueldo mensual, la que figura en el Presupuesto de la Secretaría de la Cámara de Representantes.
En sintonía con la búsqueda de mayor profesionalización, en mayo de 1895 se aprueba el proyecto presentado por el diputado Abel J. Pérez, el mismo reorganiza el funcionamiento de la biblioteca, y crea una Comisión especial integrada por tres representantes, que tendrán las tareas de: confeccionar un reglamento, comprar libros y crear un catálogo.

### 1923 a 1929: unificación de las Bibliotecas de la Cámara de Senadores y de la Cámara de Representantes
En noviembre de 1923, el diputado Gustavo Gallinal, somete a consideración de la Comisión de asuntos internos de la Cámara de Representantes el proyecto de “refundición” o unificación de las Bibliotecas de la Cámara de Senadores y de la Cámara de Representantes. Se argumentaba que no existían motivos para mantenerlas divididas, que una sola Biblioteca puede servir para ambos cuerpos legislativos, siendo suficiente una buena reglamentación interna para asegurar un buen servicio.
El proyecto de unificación de las bibliotecas fue remitido a las Cámaras para su discusión, con fecha 7 de mayo de 1928, por la denominada “Comisión informante” integrada por los Diputados colorados, Sres. Ovidio Fernández Ríos, Héctor Ferreira, Lorenzo Belinzon y los nacionalistas J.D. Durán y Silvestre Pérez.
La estructura del proyecto consta de una exposición de motivos y un articulado de cinco disposiciones. En la exposición de motivos se fundamenta la unificación de las bibliotecas de cada Cámara básicamente por razones de conveniencia organizativa, edilicia y presupuestal. La Comisión expone de forma por demás elocuente que no existen motivos para que se instalen dos bibliotecas parlamentarias separadas, con duplicación de ejemplares y con personal diferente.
La ley de creación de la Biblioteca del Poder Legislativo, N.º 8.417, fue el producto legislativo de una larga discusión en el seno del Parlamento y finalmente entra en vigencia el 31 de mayo de 1929, dando lugar a la unificación final de las Bibliotecas de la Cámara de Senadores y de la Cámara de Representantes.
Según las discusiones parlamentarias que tuvieron como objeto el trato de la unificación de ambas bibliotecas, surgen dos asuntos centrales que concentraron la atención de los legisladores. Por un lado, la posibilidad de la apertura ciudadana o sea que la biblioteca no sea simplemente parlamentaria, sino también que estuviera abierta al público en general, reuniendo ambas características al mismo tiempo. Por otro, el debate se concentró en la importancia de poder contar con un personal calificado que se encargara de las diversas tareas que deben desarrollarse en una biblioteca parlamentaria.
La separación material de ambas Bibliotecas, continuará aun aprobado el proyecto de la ley n.º 8417 y hasta que las Cámaras ocupen la nueva sede del Palacio Legislativo, donde se instalará de manera definitiva la Biblioteca en un lugar único.

### 1929 a la actualidad: Biblioteca del Poder Legislativo
La actual biblioteca fue inaugurada el 25 de agosto de 1929. Originalmente fue administrada por una comisión integrada por dos senadores y una entidad que ya no existe, llamada Comisión de Biblioteca de la Cámara de Diputados. Cinco años más tarde gracias a la ley N° 9.427 del 28 de agosto de 1934, pasa a depender de la Comisión Administrativa del Poder Legislativo.

#### Acontecimientos destacados
1929: Inauguración de la Biblioteca: 25 de agosto.
1930: Aprobación del primer Reglamento de Préstamos.
1971: En virtud de aprobarse la ley de depósito legal la Biblioteca comienza a recibir un ejemplar de todos lo que se edita en nuestro país.
1982: Curso de capacitación en bibliotecas para la totalidad de los funcionarios.
1992: Introducción de tecnología informática. Se confeccionaron programas informáticos especializados para la gestión y análisis de la información contenida en libros y en publicaciones periódicas. Adquisición de computadoras para todas las áreas.
1995: Inauguración de la Hemeroteca, en el edificio Anexo José Artigas.
2014: Adquisición del primer escáner de alta producción para digitalizar colecciones propias, en especial el histórico de la prensa nacional en formato A3.
A partir del 1 de enero se pasa a comprar diariamente los archivos digitales del 100% de la prensa de alcance nacional.
2015: Elaboración y presentación a las autoridades del primer “Plan quinquenal: 2015-2020”.
Digitalización del documento original de la “Constitución Nacional de 1830”.
2017: Edición de la Constitución en sistema Braille y de la transcripción de texto a voz de la Constitución vigente. Donación de Constituciones, en ambos soportes, a todos a los Gobiernos Departamentales, a través del Congreso de Intendentes.
El 25 de agosto de 2019 la Biblioteca cumplió 90 años.

## Sedes
Se encuentra ubicada en el segundo piso del Palacio Legislativo, sede del Poder Legislativo de Uruguay, en la ciudad de Montevideo. También cuenta con instalaciones en el edificio anexo del Palacio Legislativo.

### Salón Central
La Biblioteca fue concebida por el arquitecto Gaetano Moretti y toda la carpintería como la broncería y el artesonado del techo fueron realizados en la famosa casa de Monti, en Milán, Italia.
El Salón Central luce un trabajo italiano de marquetería, tanto en las paredes como en el piso y en el techo, trabajo este que se realza con los vitrales italianos que rodean todo el salón y con detalles en bronce acordes al estilo. En el centro del mismo está la maqueta del monumento al Gral. Artigas del escultor italiano Angelo Zanelli. En una esquina de este salón tenemos una réplica de la Venus de Milo.
Cuenta con dos terminales de auto consulta, una de las cuales es accesible para usuarios ciegos y de baja visión.

### Hemeroteca
En el edificio José Artigas funciona el anexo del Palacio Legislativo. Allí se encuentra la Hemeroteca, que es otra pata de la biblioteca. Cuenta con aproximadamente 700.000 diarios y semanarios y 150.000 revistas, generales y jurídicas, desde 1835 hasta la actualidad. Además tiene un archivo de cuatro millones de imágenes digitales y 1333 rollos de microfilms.
La hemeroteca es visitada por historiadores, investigadores y estudiantes, a lo largo de todo el año.

## Colecciones
El acervo está integrado por: 
- 250.000 libros,

- 700.000 Diarios , Semanarios y Suplementos (soporte papel) (desde 1835 hasta nuestros días),
- Diarios, Semanarios y Suplementos (soporte digital -  más de 5 millones de imágenes digitales),
- Colección completa Diarios de Sesiones (Asamblea General, Cámara de Senadores, Cámara de Representantes y Comisión Permanente),
- Colección completa del Diario Oficial,
- 150.000 revistas (Jurídicas y generales),
- Colección de Documentos de Archivo,
- 1.333 rollos microfilm,
- Colección de materiales especiales.[2]

### Colección Camareta
La colección alberga unos 600 volúmenes de alto valor histórico (documentos originales, manuscritos, ejemplares únicos en el país, primeros impresos, etc.) que corresponden en su mayoría a publicaciones del siglo XVII,  XVIII y XIX; con antiguas y lujosas encuadernaciones (cuero, madera, pergamino, etc.) y que no se encuentran disponible en otro soporte.

### Digitalización
A partir del año 2014 se comienzan a adquirir archivos en formato PDF de la prensa diaria y se solicitan presupuestos a los medios escritos para comprar ejemplares históricos.
En el 2015 se firma un acuerdo de cooperación con Creative Commons Uruguay. Este acuerdo formaliza la actividad de cooperación mutua que venían realizando ambas instituciones desde 2014, la cual permitió digitalizar varias decenas de obras literarias que fueron disponibilizadas a través de la plataforma Autores.uy. En el año 2016, a partir de un proyecto seleccionado en los Fondos Concursables para la Cultura, el equipo de Autores.uy, comienza a digitalizar obras de la colección Camareta.
Posteriormente la Biblioteca del Poder Legislativo continua digitalizando obras de dicha colección, priorizando materiales anteriores al 1900 producidos o editados por cualquiera de las unidades que conforman el Poder Legislativo, producidos o editados por la Biblioteca del Poder Legislativo en cualquier época, materiales con necesidades de preservación patrimonial, materiales anteriores al 1800 (priorizando los documentos uruguayos o referidos a Uruguay) y ejemplares que no se encuentren digitalizados y disponibles en línea.

## Servicios y accesos
Usuarios
- Miembros integrantes de los cuerpos legislativos nacionales,
- Autoridades de ambas Cámaras (Secretarios y Prosecretarios),
- Autoridades de la Comisión Administrativa (Secretario, Prosecretarios y Director de Protocolo),
- Encargado/a de Despacho Administrativo del Comisionado Parlamentario e integrantes del Consejo Directivo de la Institución Nacional de Derechos Humanos y Defensoría del Pueblo,
- Funcionarios del Poder Legislativo,
- Público en general.

Para la consulta en ambas salas de lectura, los usuarios externos deberán entregar su “Tarjeta de Identificación de Visitante” en el momento en que se les facilite el material solicitado, la que les será devuelta una vez finalizada la consulta.

#### Servicios en línea
La biblioteca ofrece una diversidad de servicios en línea a través de su sitio web, algunos permiten el acceso desde internet, otros desde intranet:

##### Servicios de acceso desde internet
- Catálogo de Obras:

La base de datos del catálogo de obras monográficas de la Biblioteca cuenta con aproximadamente 140.800 ejemplares correspondientes a 90.000 títulos. La consulta se puede realizar por título, autor, tema, editorial y/o cualquier palabra contenida en el registro bibliográfico.
- Constitución de la República:

Permite acceder a través de una línea de tiempo al historial de las Constituciones de la República Oriental del Uruguay; a los archivos digitales de los documentos originales de las constituciones de 1830, 1918, 1934 y 1952 y a la trascripción de texto a voz de la constitución vigente.
- Estantería Digital:

Obras en dominio público digitalizadas por la Biblioteca del Poder Legislativo o en convenio con Creative Commons Uruguay. Las obras, de alto valor histórico y patrimonial, pertenecen mayoritariamente a la “Colección Camareta”.
También están disponibles obras editadas por la Biblioteca y obras nativas digitales licenciadas CC.
- Diarios Oficiales:

Se cuenta con la totalidad de los Diarios Oficiales comprendidos entre la primera edición del 13 de septiembre de 1905 y la actualidad. Pueden ser consultados por patrones de texto, rango de fechas o la combinación de ambas opciones.
- Ediciones de libre disponibilidad:

Publicaciones de prensa bajo licencia Creative Commons.
- Exposiciones virtuales:

Incluye biografías de diversas personalidades de la cultura uruguaya. La exposición se actualiza mensualmente.

##### Servicios de acceso desde intranet
- Analíticas de Prensa:

Selección de artículos de interés político y parlamentario.
- Biografías de Legisladores:

En noviembre de 2014 el Departamento de Ciencia Política de la Facultad de Ciencias Sociales y la Biblioteca del Poder Legislativo, a través de la Comisión Administrativa del Poder Legislativo, suscribieron un convenio cuyo cometido es “implementar sistemas de prácticas educativas en la Biblioteca del Poder Legislativo, en el marco del Proyecto Desarrollo del Departamento Extensión Bibliotecaria”. Para dar cumplimiento al mismo, desde febrero de 2015 la Biblioteca del Poder Legislativo y el Departamento de Ciencia Política se encuentran ejecutando un Programa de Pasantías de Egreso.
En el marco de este proyecto, se confecciona la nómina exhaustiva y la reseña biográfica de los legisladores electos, y de aquellos que actuaron en por lo menos una sesión parlamentaria, desde el inicio de nuestra vida democrática hasta la actualidad. El relevamiento de datos incluye, preferentemente, la entrevista y/o la validación de la misma, del legislador biografiado.

## Programas y actividades

### Programas

##### Biblioteca Móvil
El proyecto “Biblioteca Móvil” se enmarca dentro de las acciones de “Extensión Bibliotecaria” y se sitúa dentro de las acciones que vinculan al Parlamento con la sociedad civil; particularmente con los agentes vinculados a la enseñanza primaria.
Pretende acercar a nuestros niños a la Biblioteca y al Parlamento, permitiéndoles hacer su primera experiencia dentro de la institución, naturalizando su relacionamiento, para que puedan conocerla y apropiársela y para que internalicen que en el futuro pueden acudir a ella para hacer valer sus derechos y ejercer sus obligaciones.
Pone a disposición de los grupos escolares visitantes, una gran variedad de títulos infantiles, con el fin de contribuir con padres y educadores para que los niños descubran el placer por la lectura, así como el cuidado y amor por los libros.

##### Guardianes de la memoria
El proyecto "Guardianes de la Memoria" se enmarca dentro de los objetivos del Departamento Extensión Bibliotecaria de fortalecer el relacionamiento del Parlamento con la sociedad civil. El cometido de este proyecto es contribuir a la participación social y fortalecer los vínculos de la biblioteca con los diferentes actores sociales.
La iniciativa tiene por objeto captar a las comunidades de adultos mayores de todo el país y darles la posibilidad de conocer la Biblioteca y el Parlamento.

#### Historias por teléfono
Consiste en ofrecer, a través de una llamada telefónica, la lectura de un cuento, reflexión, poema o fragmento. Esta propuesta está destinada a adultos mayores de 60 años, que gustan de la lectura. Para participar en necesario inscribirse previamente y tener un teléfono -fijo o celular- donde recibir la llamada. La llamada tiene una duración aproximada de 15 minutos, ya que además del tiempo de lectura, se pretende generar un diálogo e intercambio referido a la experiencia compartida.

### Actividades
Se desarrollan diversos eventos y actividades que buscan promover el intercambio plural y de calidad en diversas temáticas relacionadas con la labor legislativa, la construcción de ciudadanía y la promoción de la cultura.
Se han organizado y desarrollado desde presentaciones de obras publicadas por la Biblioteca hasta debates, conferencias y celebraciones conmemorativas, por ejemplo, el día de la democracia el día del periodista, el día del libro, etc. 

## Depósito legal
Es beneficiaria de la Ley de Depósito Legal. El depósito legal, regulado por las leyes N° 13.835 (artículos 191 y 193) y N° 17.088 (artículo 4), obliga a los impresores a depositar en la Biblioteca Nacional cuatro ejemplares de todos los libros, folletos y publicaciones periódicas impresos en Uruguay, así como un ejemplar de otros impresos menores. La Biblioteca Nacional remite un ejemplar de lo depositado a la Biblioteca del Poder Legislativo y otro a la Universidad de la República.

## Autoridades
- Director: Esc. Rafael Andrade.
- Directora de Servicios Bibliotecológicos: Lic. Mónica Paz Torres.